# Alicia Rickter
Alicia Rickter (21 de septiembre de 1972) es una modelo y actriz estadounidense quien se hiciera famosa por ser la playmate número 500 en la historia de la revista Playboy y por haber sido una de las protagonistas de la serie de televisión Baywatch en su undécima temporada.

## Origen y estudios
Alicia nació en Long Beach, California, Estados Unidos. Es hija de un arquitecto y tiene un hermano menor. Estudió psicología, pintura y se dedicó a este arte en su juventud.

## Carrera

### Modelo
Alicia se dedicó a la pasarela. Acudió a una prueba para hacer de modelo en la revista Playboy pese a la oposición de su padre quien no soportaba la idea de que su hija posara desnuda. Fue elegida para aparecer como la playmate central en la edición del mes de octubre de 1995 y, sin saberlo, coincidió en ser la playmate número 500 en la historia de dicha revista en su edición norteamericana. Después aparecería en otras ediciones especiales de Playboy entre 1996 y 1998. También participó en videos especiales de Playboy.
Ella fue imagen de la ropa Levi's. En cualquier tienda de esta famosa marca de ropa se podría ver pósteres de ella posando con ropa informal. También anunció una famosa marca de cerveza estadounidense. En Europa, Alicia aparecía en comerciales de televisión anunciando desde un helado hasta una famosa marca italiana de automóvil entre otros productos. Trabajó en Japón, en anuncios de una famosa firma de artículos electrónicos de ese país. Ha aparecido en revistas de moda de varios países y en diferentes idiomas y en algunas ocasiones en portadas. Apreció en un videoclip musical del grupo norteamericano R.E.M.

### Televisión y cine
En 1998, Alicia Rickter debutó en la televisión con una serie de comedia titulada Unhappily Ever After interpretando un papel sin importancia. Después aparecería en otras series de televisión, pero su giro televisivo más importante fue cuando en el año 2000 integró el elenco de Baywatch (Guardianes de la Bahía para Hispanoamérica, Los Vigilantes de la Playa para España) en su undécima y última temporada. Ya para entonces la serie había cambiado de nombre por el de Baywatch Hawaii. La serie Baywatch siempre se caracterizó por incluir en su elenco a algunas playmates. De este modo, Alicia Rickter se unió a otras playmates tales como Pamela Anderson, Erika Eleniak, Carmen Electra, Marliece Andrada, entre otras que han destacado en esta popular serie. El personaje que interpretó Alicia se llamó “Carrie Sharp”.
El debut en el cine de Alicia fue en el año 2002 con la película Buying the Cow, interpretando un papel secundario.

## Vida privada
Durante las grabaciones de Baywatch Hawaii, el beisbolista de grandes ligas Mike Piazza (que por aquel entonces estaba en activo) fue una de las estrellas invitadas de la serie y ahí conoció a Alicia Rickter, empezando el romance entre ambos. Se casaron en Miami, Florida, en 2005, y en 2007 tuvieron su primogénita, Nicoletta Verónica Piazza, nacida en Nueva York.

## Apariciones en Playboy

### Revistas
- Supermodelos de Playboy 1998
- Septiembre de 1998
- Enero de 1996
- Octubre de 1995

### Vídeos
- Playmate Profile Video Collection (1998)
- Video Playmate Calendar 1997 (1996)
- Playboy Celebrity Centerfold: Shannon Tweed (1996)

## Filmografía

### Cine
- Buying the Cow (2002)

### Televisión
- Off Centre (2001)
- Baywatch Hawaii (2000)
- Thanks (1999)
- Unhappily Ever After (1998)